# Хемијска пасивност
Када се извесни метали третирају одређеним реагенсима, нпр. азотном киселином или неким другим оксидационим агенсима, реактивност према реагенсу који је изазвао ову промену знатно је смањена. Овај феномен се назива хемијском пасивности (пасивизацијом, пасивитетом) и врло је сличан електрохемијској пасивности.